# 茂納羅亞太陽天文台
茂納羅亞太陽天文台（MLSO, Mauna Loa Solar Observatory）是位於美國夏威夷群島茂納羅亞火山海拔11,000英呎高斜坡上的一座專門收集太陽影像的天文台。

## 一般資訊
MLSO由高緯度天文台運作，是國際大氣層研究中心的一個分支機構。這個天文台的工作是監看太陽的大氣層，和紀錄來自色球層與日冕的電漿與高能輻射，對日冕物質拋射（CMEs）的研究是MLSO正在進行中的項目。

## 儀器
MLSO的儀器每天都要紀錄好幾次太陽盤面和邊緣的影像。目前在使用中的觀測儀器如下：
- MK4 K-日冕儀Coronameter –白光日冕（視野：1.09至2.79太陽半徑）
- PICS Ha 邊緣／盤面 – 色球層 ～ 1600公里
- CHIP 氦-I 影像儀 – 色球層 ～ 2000公里和冕洞
- PSPT – 光球層（表面）和色球層 ～ 400公里

## 外部連結
- Mauna Loa Solar Observatory

19°32′10″N 155°34′34″W / 19.536°N 155.576°W